# Sherifferna
Sherifferna (originaltitel: The Boys of Twilight) är en amerikansk TV-serie som producerades i fyra avsnitt under 1992. Serien producerades av Frank Fischer som även producerat Fame. Serien kretsade kring sheriffen och vicesheriffen i den lilla staden Twilight som blir ett populärt ställe för de rika.

## Roller (i urval)
- Sheriff Cody McPearson – Richard Farnsworth
- Vicesheriff Bill Huntoon – Wilford Brimley
- Genelva – Louise Fletcher
- Tyler Clare - Ben Browder
- Suzanne Troxell - Amanda McBroom